# 權力轉移理論
权力转移理论（英語：Power transition theory）是關於國際體系中權力分配與戰爭的理論。

## 主要論點
1958年，奧根斯基在《世界政治》（World Politics）中提出「权力转移理论」。1980年，與庫格勒（Jacek Kugler）合著《戰爭總帳》（The War Ledger），透過量化模型，評估古典的權力轉移理論觀點，與戰爭爆發的原因。奧根斯基認為，與傳統現實主義認為均勢保障各國間和平的觀點相反，均勢恰恰容易造成戰爭；反而是在權力分配不均的情況下，戰爭不容易發生。